# Козлівка (Борисовський район)
Козлівка (біл. вёска Казлоўка) — село в складі Борисовського району Мінської області, Білорусь. Село підпорядковане Гливинській сільській раді, розташоване в північно-східній частині області.